# Ivaipora (tiểu vùng)
Ivaipora là một tiểu vùng thuộc bang Paraná, Brasil. Tiều vùng này có diện tích 6154 km², dân số năm 2007 là 149419 người.